# Produit de Cauchy
Pour les articles homonymes, voir Cauchy.
En analyse, le produit de Cauchy est une opération portant sur certaines séries. Il permet de généraliser la propriété de distributivité. Son nom est un hommage à l'analyste français Augustin Louis Cauchy. Il s'agit d'un produit de convolution discret. 

## Préliminaire: une écriture du produit de polynômes
Une écriture particulière des coefficients du produit de polynômes permet de comprendre l'introduction de la formule du produit de Cauchy. Soient deux polynômes à coefficients complexes P et Q donnés par leur décomposition dans la base canonique
{\displaystyle P=\sum _{i=0}^{+\infty }a_{i}X^{i},\qquad Q=\sum _{j=0}^{+\infty }b_{j}X^{j}}
où les coefficients de P et de Q sont nuls à partir d'un certain rang. Alors leur produit se décompose comme
{\displaystyle PQ=\sum _{i\in \mathbb {N} ,j\in \mathbb {N} }a_{i}b_{j}X^{i+j}=\sum _{s=0}^{+\infty }\left(\sum _{k=0}^{s}a_{k}b_{s-k}\right)X^{s}}.
La réindexation nécessaire ne pose pas de difficulté puisque la somme est finie.

## Produit de Cauchy de séries complexes
Le produit de Cauchy de deux séries {\displaystyle \sum a_{n}} et {\displaystyle \sum b_{n}} de nombres complexes est la série de terme général
{\displaystyle c_{n}=\sum _{k=0}^{n}a_{k}b_{n-k}}.
Sous des hypothèses convenables sur les deux séries {\displaystyle \sum a_{n}} et {\displaystyle \sum b_{n}} (voir infra), leur produit de Cauchy converge, et l'on peut écrire la formule de distributivité généralisée
{\displaystyle \sum _{n=0}^{\infty }c_{n}=\left(\sum _{i=0}^{\infty }a_{i}\right)\left(\sum _{j=0}^{\infty }b_{j}\right)}.
Un cas particulier trivial est celui où les séries sont toutes les deux à termes nuls à partir d'un certain rang : dans ce cas, les sommes sont finies et il suffit d'utiliser le résultat du paragraphe précédent en évaluant les polynômes en 1.
En revanche, le produit de Cauchy de deux séries convergentes n'est pas toujours convergent. Par exemple, le produit de Cauchy par elle-même de la série {\displaystyle \sum {\tfrac {(-1)^{n}}{\sqrt {n}}}} a pour terme général
{\displaystyle c_{n}=(-1)^{n}\sum _{k=1}^{n-1}{\frac {1}{\sqrt {k(n-k)}}}}.
Or k(n – k) ≤ (n – 1)2, si bien que | cn | ≥ 1 ; la série est donc grossièrement divergente.
Il peut aussi arriver que {\displaystyle \sum a_{n}} et {\displaystyle \sum b_{n}} divergent et que {\displaystyle \sum c_{n}} soit absolument convergente. Par exemple, le produit de Cauchy des séries 1 + 2 + 2 + 2 + 2 + … et 1 – 2 + 2 – 2 + 2 – … est la série nulle (pour d'autres exemples, voir le § ci-dessous sur les séries entières).

### Cas de deux séries absolument convergentes
Lorsque les séries {\displaystyle \sum a_{n}} et {\displaystyle \sum b_{n}} sont toutes deux absolument convergentes, leur produit de Cauchy converge et la formule de distributivité généralisée est vérifiée. Il suffit en effet d'utiliser les propriétés de commutativité et d'associativité des familles sommables.
Notamment, pour deux complexes a et b, on peut faire le produit de Cauchy des séries définissant l'exponentielle
{\displaystyle \mathrm {e} ^{a}\cdot \mathrm {e} ^{b}=\sum _{n=0}^{\infty }\left(\sum _{k=0}^{n}{\frac {a^{k}b^{n-k}}{k!(n-k)!}}\right)=\sum _{n=0}^{\infty }{\frac {1}{n!}}(a+b)^{n}=\mathrm {e} ^{a+b}}.
À partir de cette propriété, il est possible également de définir le produit de Cauchy de deux séries entières (voir infra).

### Théorème de Mertens
Le mathématicien allemand Franz Mertens a prouvé une propriété de convergence plus forte :

si l'une des deux séries converge et l'autre converge absolument, alors leur produit de Cauchy converge et la formule de distributivité généralisée a bien lieu,.
Le théorème de Mertens admet une réciproque : si la série des an est telle que son produit de Cauchy par toute série convergente est convergente, alors {\displaystyle \sum |a_{n}|<\infty }.

### Théorèmes de convergence
Si deux séries convergent il y a pourtant des résultats de convergence positifs pour leur produit de Cauchy. En reprenant les notations an, bn, cn pour les termes généraux des deux séries et de la série produit de Cauchy, et en notant A et B les sommes des deux premières séries :
- si la série produit {\displaystyle \sum c_{n}} converge, alors ce ne peut être que vers le produit AB (on peut le déduire[4] du théorème de convergence radiale d'Abel) ;
- il y a en tout cas toujours une convergence en un sens plus faible, au sens du procédé de sommation de Cesàro. C'est-à-dire{\displaystyle \lim \limits _{n\to +\infty }{\frac {1}{n+1}}\sum _{k=0}^{n}\left(\sum _{j=0}^{k}c_{j}\right)=AB}.Plus généralement, si une série est (C, α)-sommable de somme A et une autre (C, β)-sommable de somme B, avec α, β > −1[6], alors leur série produit est (C, α + β + 1)-sommable de somme AB. Une généralisation analogue du théorème de Mertens vu précédemment est[7] : si l'une des deux séries est absolument convergente de somme A et l'autre (C, β)-sommable de somme B, avec β ≥ 0, alors le produit est (C, β)-sommable de somme AB.

## Produit de Cauchy de séries entières
Deux séries entières {\displaystyle \sum a_{n}x^{n}} et {\displaystyle \sum b_{n}x^{n}} étant données, leur produit de Cauchy est également une série entière, puisque le terme général vaut cnxn avec
{\displaystyle c_{n}=\sum _{k=0}^{n}a_{k}b_{n-k}}.
Les rayons de convergence Ra, Rb, Rc des trois séries entières vérifient l'inégalité
{\displaystyle R_{c}\geq \min(R_{a},R_{b})}.
En effet, si l'on considère un complexe de module strictement inférieur à ce minimum, les deux séries entières convergent absolument, la série produit aussi, et sa fonction somme est le produit des fonctions sommes des deux séries. On en déduit que le produit de deux fonctions développables en série entière sur un ouvert est lui aussi développable en série entière.
L'inégalité précédente peut être stricte. C'est le cas par exemple si l'on prend pour les deux séries ∑ xn (rayon 1) d'une part et 1 – x d'autre part (polynôme, donc de rayon infini). La série produit est réduite à 1 (rayon infini). Ou encore, si l'on considère le développement de √1 – x en série entière, le rayon de convergence est 1. Mais quand on fait le produit de Cauchy de cette série avec elle-même, on obtient la série 1 – x (rayon infini).

## Généralisation aux algèbres de Banach
On suppose que A est une algèbre de Banach. Alors il est possible de définir la notion de produit de Cauchy de deux séries à valeurs dans A. En outre, le produit de Cauchy de deux séries absolument convergentes converge, et la formule de distributivité généralisée tient toujours.
Par exemple, il est possible de reprendre le calcul du produit de deux exponentielles effectué dans le cas complexe (voir supra). La seule propriété qui manque pour pouvoir écrire la formule est la possibilité d'appliquer la formule du binôme de Newton, ce qui demande de supposer par exemple que a et b commutent. Sous cette hypothèse,
{\displaystyle \mathrm {e} ^{a+b}=\mathrm {e} ^{a}\times \mathrm {e} ^{b}}.
Par exemple, si t et u sont des scalaires, on a toujours
{\displaystyle \mathrm {e} ^{(t+u)a}=\mathrm {e} ^{ta}\times \mathrm {e} ^{ua}},
en particulier
{\displaystyle \mathrm {e} ^{a}\times \mathrm {e} ^{-a}=\mathrm {e} ^{0}=1}.